# NGC 6850
NGC 6850 ist eine linsenförmige Galaxie vom Hubble-Typ SB0/a im Sternbild Teleskop am Südsternhimmel. Sie ist schätzungsweise 220 Millionen Lichtjahre von der Milchstraße entfernt und hat einen Durchmesser von etwa 140.000 Lichtjahren.
Im selben Himmelsareal befinden sich u. a. die Galaxien NGC 6854, IC 4919, IC 4933.
Die Supernova SN 1984K wurde hier beobachtet.
Das Objekt wurde am 9. Juni 1836 von John Herschel entdeckt.